# Dulce (New Mexico)
Dulce is een plaats (census-designated place) in de Amerikaanse staat New Mexico, en valt bestuurlijk gezien onder Rio Arriba County.

## Demografie
Bij de volkstelling in 2000 werd het aantal inwoners vastgesteld op 2623.

## Geografie
Volgens het United States Census Bureau beslaat de plaats een oppervlakte van
33,5 km², geheel bestaande uit land. Dulce ligt op ongeveer 2090 m boven zeeniveau.

## Plaatsen in de nabije omgeving
De onderstaande figuur toont nabijgelegen plaatsen in een straal van 64 km rond Dulce.